# Park Keon-ha
Park Keon-ha (kor. 박건하; * 25. Juli 1971 in Daejeon) ist ein ehemaliger südkoreanischer Fußballspieler, der zuletzt bei Suwon Samsung Bluewings spielte. Er stand zuletzt bei Suwon Samsung Bluewings als Trainer unter Vertrag. Er gewann alle möglichen Wettbewerbe in Südkorea.

## Karriere als Spieler

### Jugendzeit
Park Keon-ha besuchte in seiner Jugendzeit die Woosong Middle School und ging danach in die Woosong High School. Nach seiner High-School-Zeit ging er auf die Kyung-Hee-Universität. Nach seiner Universitätszeit unterschrieb er einen Vertrag bei den Halbprofi-Verein E-Land Puma FC.

### Fußball-Karriere in Südkorea
Park Keon-ha spielte für zwei Jahre beim Halbprofi-Verein E-Land Puma FC. Ende 1995 unterschrieb er einen Vertrag bei den Suwon Samsung Bluewings. Mit den Bluewings konnte er 1998, 1999 als Titelverteidiger und 2004 die K League gewinnen. Er gewann außerdem noch den Korean League Cup im Jahr 1999, 2000, 2001 und 2005. Auch im Korean FA Cup konnte er einen Titel gewinnen. 2002 gewann er mit den Bluewings diesen Titel. Er schaffte es zudem, den Südkoreanischen Fußball-Supercup ebenfalls zu gewinnen. 1999, 2000 und 2005 konnte er diesen Titel mit den Bluewings auch gewinnen. Auch International waren die Bluewings mit ihm erfolgreich. So gewannen sie den Asia Club Championship im Jahr 2001 und 2002. Außerdem gewannen sie den Asian Super Cup im Jahr 2001 und ebenfalls im Jahr 2002. Einmal konnten sie sogar 2005 den A3 Champions Cup gewinnen. Im Jahr 2000 wurde er an Kashiwa Reysol ausgeliehen. Er kehrte nach seiner Zeit in Japan wieder zu den Bluewings zurück. Ende 2006 beendete er seine Laufbahn als Spieler.

## Karriere in der Nationalmannschaft
Park Keon-ha spielte für zwei Jahre in der Nationalmannschaft Südkoreas. In den zwei Jahren absolvierte er 21 Spiele und erzielte dabei fünf Tore.

## Karriere als Trainer
2007 gaben die Bluewings bekannt, ihn als Co-Trainer verpflichtet zu haben. Er war bis 2009 Co-Trainer, ehe er im selben Jahr die Funktion des U-18-Trainers übernahm. 2010 wurde er 2. Co-Trainer der Bluewings. Ende 2010 verließ er den Verein und ging zur KFA und wurde dort Co-Trainer der U-23-Nationalmannschaft. Bis 2012 hatte er diese Funktion inne. Von 2013 bis 2016 war er Co-Trainer der südkoreanischen Nationalmannschaft. Gegen Mitte 2016 wurde er Trainer des K-League-Challenge-Franchise Seoul E-Land FC. Er führte das Franchise raus aus der Krise und verpasste nur knapp die Play-off-Qualifizierung gegen Ende der Saison. Anfang 2017 trat er als Trainer bei Seoul E-Land FC zurück.

## Erfolge
- 3× K-League-Meister 1998, 1999 und 2004
- 4× Korean-League-Cup-Gewinner 1999, 2000, 2001 und 2005
- 1× Korean-FA-Cup-Gewinner 2002
- 3× Südkoreanischer-Fußball-Supercup-Gewinner 1999, 2000 und 2005
- 2× Asia-Club-Championship-Gewinner 2001 und 2002
- 2× Asia-Super-Cup-Gewinner 2001 und 2002
- 1× A3-Champions-Cup-Gewinner 2005